# Real Audiencia von Chile

Generalkapitanat Chile 1609–1776

Die Real Audiencia von Chile (auf Spanisch vollständig: Audiencia y Cancillería Real de Chile) war ein Gerichtshof, eine Institution der Kolonialverwaltung und zugleich ein Gerichtsbezirk (Real Audiencia) im Vizekönigreich Peru, der von 1565 bis 1811 und von 1815 bis 1817 bestand.

## Die Rolle derReal Audienciasin den Kolonien
Nach der Eroberung von Mittel- und Südamerika (Conquista) durch die Spanier erließ König Karl V. die „Gesetze über Indien“ (spanisch: Leyes de Indias) sowie die „Neuen Gesetze“ (spanisch: Leyes Nuevas), in denen er die Verwaltung der überseeischen Kolonien im „Vizekönigreich Neu-Kastilien“ organisierte und regelte.
Für die Umsetzung der Gesetze und die Unterstützung der militärischen Gouverneure waren die Real Audiencias zuständig. Sie erfüllten damit Aufgaben in der Verwaltung und im Finanzwesen, die über die eines Gerichtshofes nach heutigem Verständnis weit hinausgingen, zumal eine Gewaltenteilung unbekannt war. Neben einem Vorsitzenden und vier Richtern (spanisch: Oidores) gab es einen Staatsanwalt (spanisch: fiscal), aber auch nachgeordnete Exekutivkräfte wie einen Büttel (spanisch: alguacil mayor), Polizeikräfte, Übersetzer usw.

## Die Real Audiencia von Concepción
Unmittelbar nach der ersten dauerhaften Besiedelung durch die Spanier ab 1540 war die Justicia Mayor für die Rechtsprechung zuständig; als Berufungsgericht fungierte die Real Audiencia von Lima, die zeitgleich mit dem Vizekönigreich im November 1542 gegründet wurde. 1560 beantragten die örtlichen Vertreter der Krone beim Präsidenten der Audiencia von Lima die Einrichtung einer eigenen Audiencia für Chile – dies würde beitragen, die Gouverneure zu kontrollieren, die zu jener Zeit noch Konquistadoren und Abenteurer waren. Außerdem würden die Steuereinnahmen dank strafferer Eintreibung ansteigen.
König Philipp II. verfügte am 18. Mai 1565 die Errichtung einer Real Audiencia in Concepción. Die Verantwortlichen übernahmen die Amtspflichten des Gouverneurs, wenn der Posten unbesetzt war. Unter dem Gouvernat von Rodrigo de Quiroga López de Ulloa kam es zum Machtkampf zwischen der Audiencia und dem Gouverneur; die Richter übernahmen die Herrschaft in Chile. König Philipp verfügte mit einer Urkunde vom 26. August 1573 die Auflösung der Audiencia und setzte Quiroga wieder als Gouverneur ein. Diese Entscheidung wurde am 25. Juni 1575 vollzogen. Die gesamte Kolonialverwaltung, die Vertretung des Königs, aber auch die Funktionen der Rechtsprechung gingen auf den Gouverneur und später den Generalkapitän über.

## Die Real Audiencia von Santiago

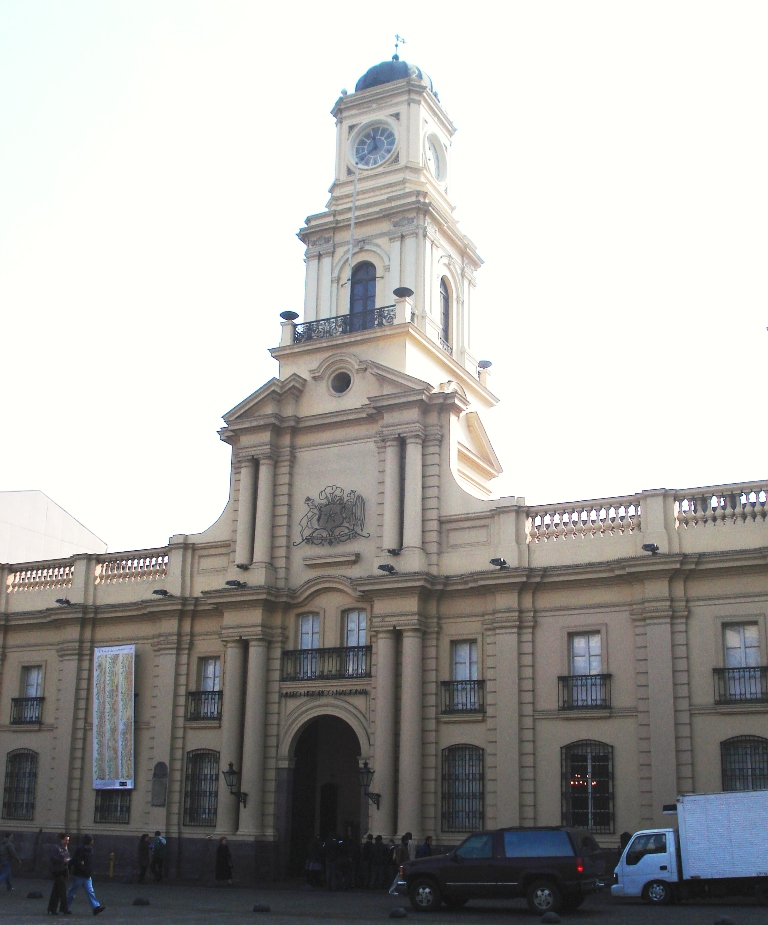
Ehemaliges Gebäude der Real Audiencia an der Plaza de Armas von Santiago, heute Nationales Historisches Museum

Sogleich forderten die Einwohner die Wiedereinrichtung der Institution. Am 17. Februar 1609 erließ König Philipp IV. einen Beschluss, eine neue Real Audiencia in Santiago de Chile einzurichten. Als Präsident sollte der Gouverneur und Generalkapitän fungieren. Die Oidores hatten neben ihren angestammten zivilrechtlichen Pflichten auch die Funktion des Strafrichters (spanisch: alcalde del crimen) zu erfüllen.

## Reformen von 1768
1768 löste Vizekönig Manuel de Amat y Juniet die Insel Chiloé aus der Verantwortung der Audiencia und übertrug die Verwaltung direkt dem Vizekönigreich in Lima.

## Reformen von 1776

Generalkapitanat Chile 1776–1818

König Karl III. reformierte die Verwaltung der gewachsenen Kolonie. An die Spitze der Real Audiencia trat jetzt ein Regente, der die juristische, wirtschaftliche und administrative Leitung der Kolonie übernahm. Der Gouverneur war nur noch für den militärischen Oberbefehl und die politische Vertretung zuständig. Zudem wurde die Stelle eines zweiten Staatsanwaltes bewilligt.
1779 wurde die Real Academia Carolina de Leyes y Práctica Forense eingerichtet, die für die Zulassung von Anwälten wachte. Qua Amt war einer der Oidores dort Direktor.

## Reformen ab 1786
1786 wurde das Verwaltungsgebiet der Audiencia in zwei Intendencias unterteilt, um die operative Verwaltungsarbeit besser bewältigen zu können. Eine Einheit wurde von Santiago aus geleitet, eine von Concepción.
Mit der Errichtung des königlichen Handelsgerichts 1795 (spanisch: Real Tribunal de Consulado) und des königlichen Bergbaugerichts 1802 (spanisch: Real Tribunal de Minería) schritt die Spezialisierung in der Rechtsprechung voran.

## Rolle während der Unabhängigkeitsbewegung
Mit der Wahl einer Regierungsjunta am 18. September 1810 begann der Prozess, der zur Unabhängigkeit des Landes führen sollte. Richter Fernando Márquez de la Plata wurde von der Versammlung in die Junta gewählt. Mit dem Erstarken der radikalen Kräfte um José Miguel Carrera geriet die Audiencia, deren Vertreter stets königstreu blieben, in die Schusslinie der Radikalen.

## Auflösung nach dem Figueroa-Putsch
Am 1. April 1811 versuchte der royalistische Offizier Tomás de Figueroa einen Staatsstreich, um die alte koloniale Ordnung im Lande wiederherzustellen. Er marschierte mit einer Truppe aufständischer Soldaten zum Regierungspalast, den er allerdings leer vorfand; die Junta-Mitglieder hatten sich rechtzeitig in Sicherheit gebracht. Daraufhin zogen die Putschisten zum Gebäude der Real Audiencia, die ihren normalen Geschäften nachging. Figueroa brachte seine Forderungen vor, die Richter erklärten aber, ihnen fehlten die Machtmittel, sie durchzusetzen. Allerdings erklärten sie sich bereit, Figueroas Anliegen schriftlich bei der Junta vorzutragen. Kurz darauf trafen regierungstreue Truppen ein und besiegten die Aufständischen nach kurzem Feuergefecht.
Die radikalen Kräfte der Junta unter Juan Martínez de Rozas (exaltados), die eine vollständige Unabhängigkeit Chiles anstrebten, nutzten die Gelegenheit, die Audiencia, die ihnen als Tragpfeiler der spanischen Kolonialherrschaft galt, aufzulösen. Unmittelbarer Vorwand war der Vorwurf, die Richter hätten sich am Figueroa-Aufstand beteiligt. Die royalistisch gesinnten Richter (darunter Juan Rodríguez Ballesteros) erhielten freies Geleit nach Lima.
Die Verwaltungsfunktionen der Audiencia wurden vom Nationalen Kongress und den Regierungsorganen im Unabhängigkeitskrieg übernommen; die Funktion der obersten Rechtsprechung ging auf ein neuerrichtetes Berufungsgericht (spanisch: Tribunal de Apelaciones) über.

## Wiedereinrichtung während derReconquista
Nach der Niederlage der Unabhängigkeitsarmee bei der Schlacht von Rancagua im Oktober 1814 übernahmen die Spanier wieder die Macht in Chile. Gouverneur Mariano Osorio setzte auch die Real Audiencia wieder ein.

## Nach der Unabhängigkeit
Im Februar 1817 besiegte die chilenisch-argentinische Andenarmee unter José de San Martín die Spanier in der Schlacht von Chacabuco. Im Jahr darauf konnten die chilenischen Patrioten die spanischen Truppen nach der Schlacht von Maipú am 5. April 1818 endgültig vertreiben. Damit endete auch die Existenz der Audiencia. Unter dem Director Supremo Bernardo O’Higgins wurde gemäß einer provisorischen Verfassung von 1818 eine Appellationskammer (spanisch: Cámara de Apelaciones) und dann mit Verabschiedung der Verfassung von 1823 ein Appellationsgerichtshof (spanisch: Corte de Apelaciones) in Santiago eingerichtet, der bis heute besteht.

## Regentesder Real Audiencia von Santiago
- Bis 1776 war der Gouverneur zugleich Vorsitzender der Audiencia
- Tomás Álvarez de Acevedo (1776–1788)
- Francisco Antonio Moreno y Escandón (1788–1792)
- José de Rezabal y Ugarte (1792–1800)
- Fernando Márquez de la Plata (1803–1806)
- Juan Rodríguez Ballesteros (1806–1811)